# نانشه

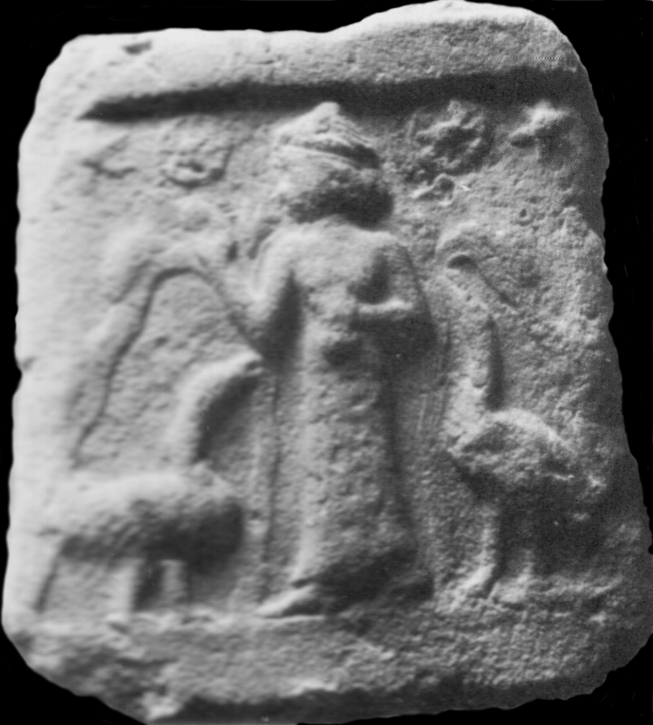
ایزدبانوی ایستاده، به گمان نانشه. او با دو غاز همراه است و یک گلدان در دست دارد. دو جریان آب و ماهی از ظرف خارج می‌شود. دو ستاره شش پر و دو صفحه خورشیدی در پشت ایزدبانو (صفحه سفالی) قرار دارند. سلسله سوم اور.

در افسانه‌های سومری، نانشه یک ایزدبانو و دختر انکی (خدای فرزانگی، جادو و آب) و نینورساگ (ایزدبانوی زمین و مادر) بود. کارکرد او از گذر ایزدبانو گوناگون بود. او ایزدبانوی داد، پیامبری، باروری و ماهیگیری بود. او مانند پدرش با آب پیوند نیرومندی داشت. او بر خلیج فارس و همه جانوران درون آن چیرگی داشت. پایگاه قدرت او پرستشگاه سیرارا که در شهر لاگاش است، بود. همسر او نیندارا بود.

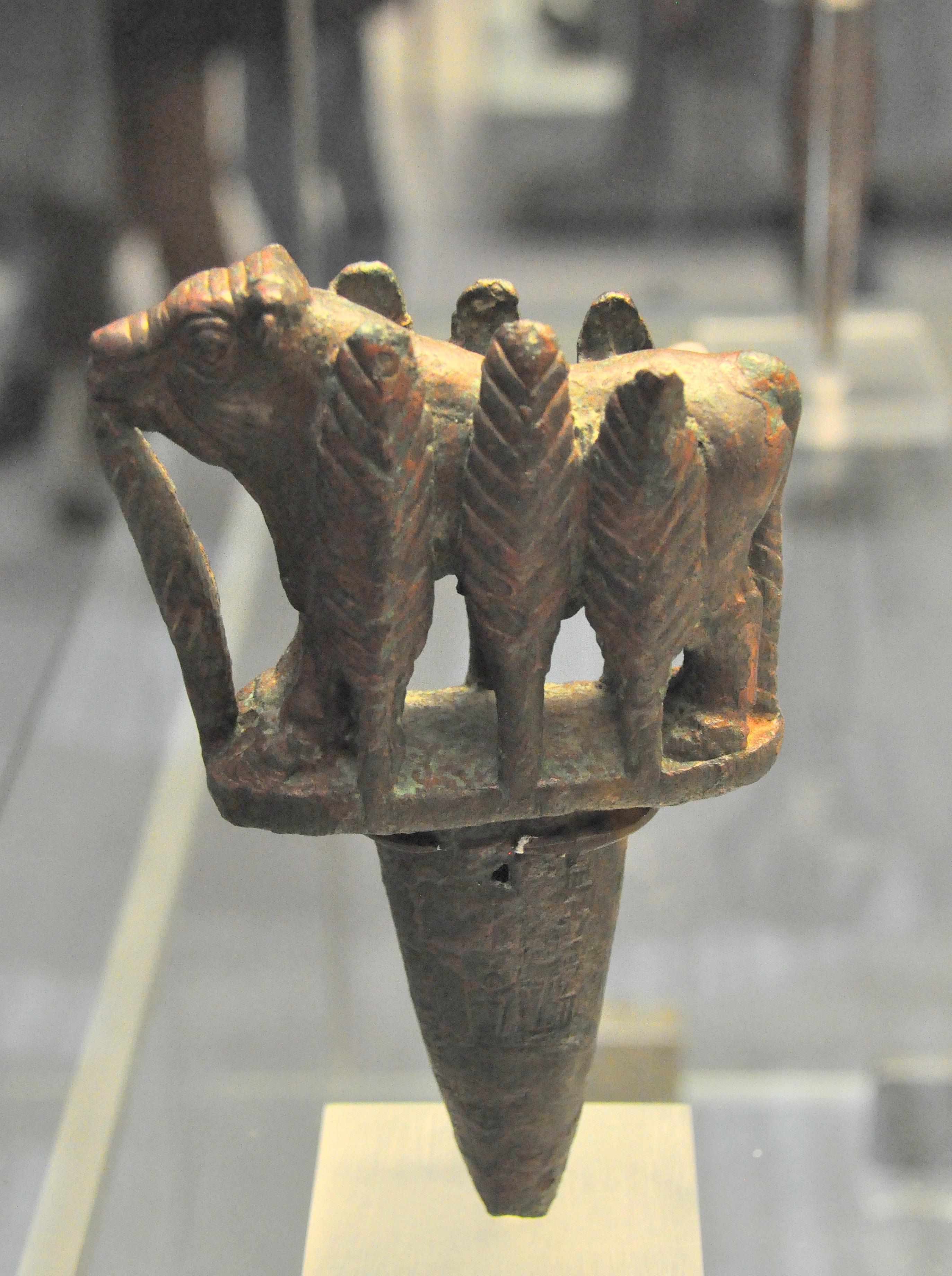
پایه از پرستشگاه ایزدبانوی نانشه در سیرارا، بازسازی شده توسط گودئا. گوساله گاو در باتلاق نی. حدود ۲۱۳۰ قبل از میلاد احتمالاً اهل سیرارای عراق است. موزه بریتانیا، لندن

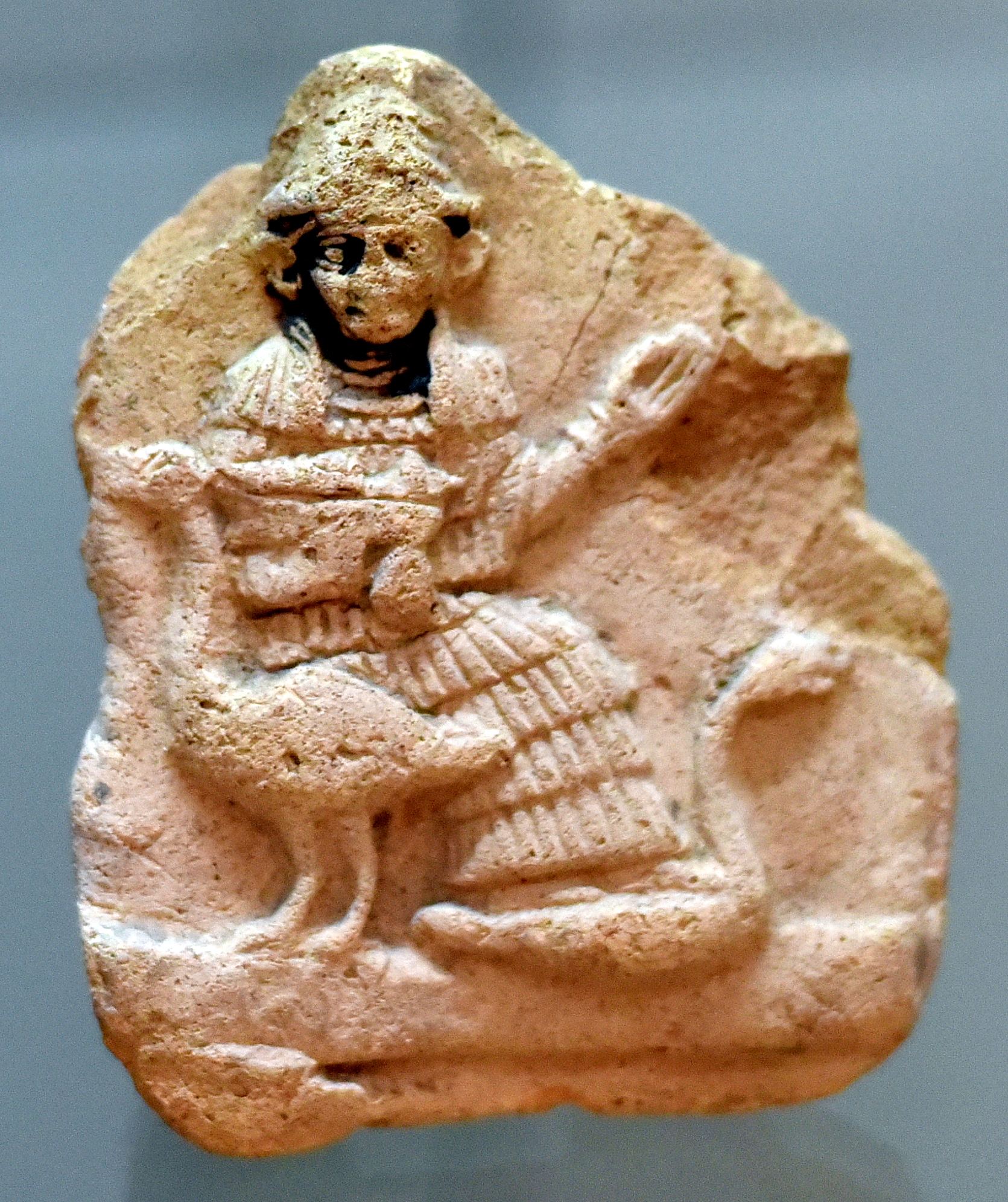
پلاک سفالی که ایزدبانوی نشسته نانشه و غازها را نشان می‌دهد. از نیمروز (جنوب) عراق ۲۰۰۳–۱۵۵۵ پیش از میلاد. موزه عراق

## افسانه‌شناسی

### زایش نانشه
زایش نانشه در افسانه سومری «انکی و نین‌هورساگ» نگاشته شده‌است. در این داستان، انکی چندین گیاه بازداشته (ممنوعه) را به پشتیبانی همسرش مصرف می‌کند. به تلافی این کار، نین‌هورساگ او را نفرین می‌کند. انکی خیلی زود دچار بیماری‌هایی می‌شود که خدایان در درمان آن ناتوان هستند. انلیل، خدای نیرومند آسمان پس از فرستادن یک روباه برای هم‌زبان شدن با نین‌هورساگ، که جانور سپند (مقدس) نین‌هورساگ است، می‌تواند از خشم او بکاهد. او نیز سپس به سوی انکی بازگشته و نفرین را برمی‌دارد. برای درمان انکی، نین‌هورساگ چندین خدای درمان‌گر به جهان می‌آورد. نانشه می‌خواست گردن پدرش را درمان کند. در پایان این افسانه، او با خدا نیندارا نامزد می‌کند.

### سامان جهانی
پدر نانشه، انکی، در آینده وظیفه سازماندهی جهان را به دوش می‌گیرد و برای هر خدای کارکردی می‌گذارد. نانشه بر خلیج فارس فرمانروایی کرد، که بر آن حرم دریایی پدرش وجود داشت. به عنوان وظیفه دوم، او باید اطمینان می‌یافت که بار ماهی به سرزمین هسته‌ای (اصلی) می‌رسد. هنگام رهسپاری به سرزمین هسته‌ای، او با کشتی از خلیج فارس می‌رود. او پیوندی نیرومند با حیات وحش، به ویژه پرندگان و خفاش‌ها داشت. در یک سرود، او در میان گونه‌های دیگر با زاغ‌ها و پلیکان‌ها گفتکو می‌کند.

### ایزدبانوی داد
در زمان گودئا (۲۱۴۴–۲۱۲۴ پیش از میلاد)، سرودهای زیادی برای نانشه هست که او را هم‌تراز با پانتئون نشان می‌دادند. او ایزدبانوی داد (عدالت) بود که بسیار مورد ستایش قرار می‌گرفت. او یتیمان را پرورش می‌داد، بیوه‌ها را تأمین می‌کرد، به کسانی که بدهکار بودند پند می‌داد و پناهندگان جنگ‌زده را می‌پذیرفت. به نظر می‌رسد چندین خدای دیگر زیر فرمان نانشه بوده‌اند. هندورساگ و هایا دستیاران او بودند. نیسبا، که گاهی به عنوان خواهر نانشه در نظر گرفته می‌شود، نویسنده اصلی او بود.
در اولین روز سال جدید، جشنواره‌ای در پرستشگاه او برگزار شد. مردم از سرتاسر سرزمین گرد آمده بودند تا از او فرزانگی و کمک بخواهند. بازدیدکنندگان با شستن تن خود در رودخانه از سختی‌ها و بدی‌ها پاک شدند و سپس، اگر شایسته بودند، بیینده و شنونده ایزدبانو می‌شدند. نانشه برای ناسازگاری‌ها چاره‌اندیشی می‌کرد و پرونده‌های دادگاهیدر میان انسان‌های فانی را حل و فصل می‌کرد.
نانشه در این زمان‌ها دارای رتبه بالاتری در پانتئون بود و گاهی همان وظایف اونو، خدای سنتی داد را بر عهده داشت. او با دیگر خدایان برجسته بر تخت سپند (مقدس) نشست و به عنوان ایزدبانوی پاسداری شناخته شد. یک بار نیز نینورتا، خدای نیرومند جنگ، برای راهنمایی به او مراجعه می‌کند.

### ایزدبانوی پیامبری و آینده
نانشه توانایی فرستادن پیام‌های زبانی (شفاهی) و دانستن آینده به روش تعبیر خواب (Oneiromancy) را داشت. کشیشان او نیز پس از انجام آیینی که نشان دهنده مرگ و رستاخیز بود، این توانایی‌ها را کسب کردند. با وجود این آیین‌ها، نانشه در هیچ سرود یا افسانه‌ای به عنوان خدای مرگ و زایش دوباره به تصویر کشیده نمی‌شود.

### پاسدار مرزها - بانوی انبارها
در سرود نانشه (Nanše) او دارای نقشی است که دیدبان (ناظر) ترازوها و سنجه‌های درست و به‌داد (عادلانه) هستند.
۲۲۳-۲۳۱: پاسدار مرزها، متخصص در (؟) واژگان درست، خانم، زن هوشمندی که لاگاک را با جاتومدوگ بنیان نهاد. … واژگان درست برای (؟) ننس بانوی بزرگوار که دستوراتش این است … بانویی که مانند انلیل سرنوشت‌ها را می‌نگارد، و بر تخت سیرارا نشسته‌است - او، که پاکدامن است، به توانایی‌های خود می‌نگرد.

۲۳۲–۲۴۰: در خانه ای که از ابزو نیرو گرفته‌است، در سیرارا، خدایان لاگاک دور او گرد می‌آیند. برای وزن‌کشی سیم (نقره) با وزنه‌ای استاندارد، برای استانداردسازی اندازه سبدهای نی، آنها بر وزنه جهانی به توافق رسیدند و در سراسر کشورها آن را پراکندند. او چوپان، دانای زمین‌ها و سرزمین‌ها، دانای(؟) کشورها، ایکتاران، که دادگرانه (عادلانه) به دعواها رسیدگی می‌کند و در سرزمین … زندگی می‌کند. . . نینجیکزیدا . .
۲ خط مبهم است
۲۴۱–۲۵۰: برای وزن‌کشی سیم (نقره) با وزنه‌های استاندارد، برای استانداردسازی اندازه سبدهای نی، آنها بر سنجه‌ای جهانی هم نظر شدند و آن را در سراسر کشورها پراکندند. … از (؟) همه آیین‌ها بزرگ.
۱ خط نامشخص است

 پس از … در (؟) انبارهای بنیان گذاشته، بانوی انبارها … بلند جایگاه او … با (؟) ظروف با آب همیشگی و با (؟) … (؟) ظروف نی که هرگز خالی نشود، او به پیامآور خود، سالار هندورساگا دستور داد که آنها را پربار کند (؟)

### دیگر کارکردها

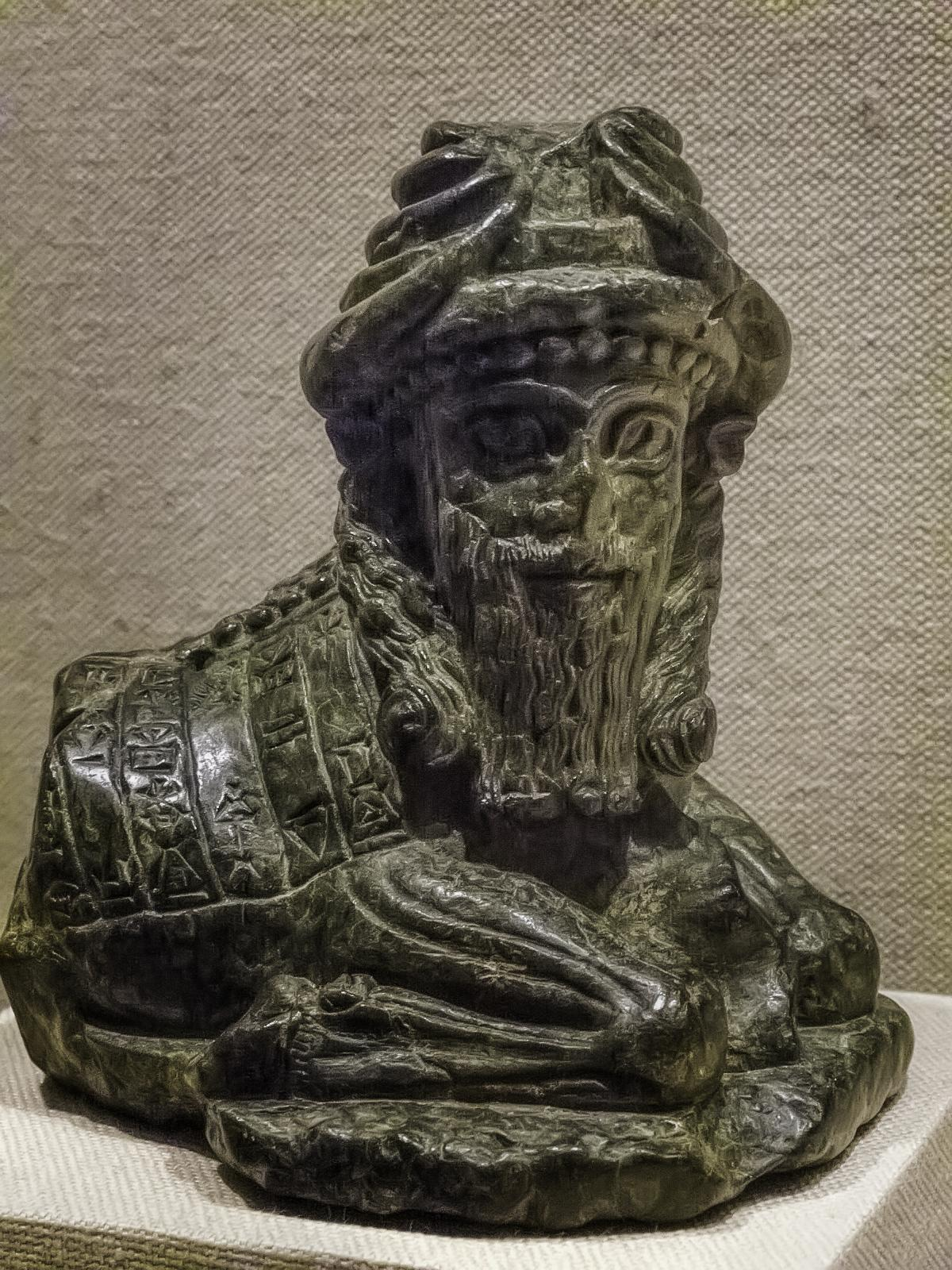
کورساریککو (Kursarikku) با خدای خورشید شاماش پیوند داشت. در کتیبه یاد ایزدبانوی نانشه را می‌کند(، ستون اول) و به " اور نینگروشو، انسی از لاگاش " (ستون ۴ و ۵) اختصاص داده شده‌است. موزه هنر متروپولیتن ۱۹۹۶.۳۵۳

سرود نانشه (Nanše) به نانشه، در نقش او به عنوان ایزدبانوی نگهبان، نگاه ویژه ای برای آسیب پذیران جامعه نسبت می‌دهد:
20-31 او نگران یتیمان و بیوگان است. او مردی را که به (دیگران) کمک می‌کند فراموش نمی‌کند، او مادر یتیم است. نانسی، پاسدار بیوه، که همیشه برای برده بدهکار پندی می‌یابد. بانویی که از پناهندگان پاسداری می‌کند. او به دنبال جایی برای آدم‌های نزار و ناتوان است. 

## نمادها
نانشه دارای دو نماد کانونی است که هر دو در افسانه‌های مسیحی نیز دیده می‌شوند. ماهی نقش اصلی او را به عنوان ایزدبانوی آب و ماهیگیری نشان می‌دهد. پلیکان، که در فرهنگ مردمی گفته می‌شود که سینه خود را برای تغذیه بچه‌های خود باز کند، نشان دهنده نقش او به عنوان پاسدار و نگهدار است.

## برای مطالعهٔ بیشتر
- "نانشه در TheMystica.com". Retrieved 8 August 2021.
- "سرود نانشه". دانشگاه آکسفورد. July 9, 2001.
- "A shir-namshub to Ninurta". دانشگاه آکسفورد، ETCSL. 1999.